# آنتونی جیاکوپو
آنتونی جیاکوپو (انگلیسی: Anthony Giacoppo؛ زادهٔ ۱۳ مهٔ ۱۹۸۶) دوچرخه‌سوار اهل استرالیا است.